# Pahrump, Nevada
Pahrump, Nevada (енгл. Pahrump) насељено је место без административног статуса у америчкој савезној држави Невада.

## Демографија
По попису из 2010. године број становника је 36.441, што је 11.81 (47,9%) становника више него 2000. године.
| Група             | 2000.          | 2010.          |
| Белци             | 21.183 (86,0%) | 29.055 (79,7%) |
| Афроамериканци    | 321 (1,3%)     | 783 (2,1%)     |
| Азијати           | 210 (0,9%)     | 519 (1,4%)     |
| Хиспаноамериканци | 1.879 (7,6%)   | 4.685 (12,9%)  |
| Укупно            | 24.631         | 36.441         |